# Museo Ixchel del Traje Indígena
El Museo Ixchel del Traje Indígena es un museo de textiles y vestimenta en la Ciudad de Guatemala, Guatemala. El museo explora las tradiciones guatemaltecas de vestimenta típicas por todo el país. También tiene una colección relevante de cerámicas, textiles, joyas y libros. 
El museo está albergado en el campus de la Universidad Francisco Marroquín.

## Exposiciones
La colección del museo incluye textiles tejidos a mano trajes ceremoniales, y ropa como el huipil. Se expone una gran variedad de textiles, materiales, tintes y técnicas de distintas épocas, desde la era colonial española de Nueva España hasta el presente. La colección también incluye cerámica, ruinas mayas y otros artefactos relevantes. Se debe valorar todo lo que hay en este museo, ya que es parte fundamental de la historia en Guatemala y aun en la actualidad muchos utilizan sus trajes en honor a sus raíces.
Sus exposiciones incluyen trabajos por el pintor Andrés Curruchich y la artista Mónica Torrebiarte, entre otros. El museo es significativo por su investigacíon y exhibición de la cultura guatemalteca, particularmente la cultura indígena.
Los textiles maya son uno de las artes en exposición permanente en el museo.
En el 2020, la becaria de Fulbright Erin Semine Kökdil colaboró con el museo mientras grababa un documental sobre el arte tradicional de los textiles maya.

## Ubicación
El museo está localizado en el campus de la Universidad Francisco Marroquín. El edificio del museo está diseñado para mostrar textiles y su exterior parece un patrón textil tejido. 